# Waking the Dead (film)
Waking the Dead is een Amerikaans-Canadese dramafilm uit 2000 geregisseerd door Keith Gordon en met Billy Crudup en Jennifer Connelly in de hoofdrol. Het scenario van Robert Dillon is gebaseerd op de gelijknamige roman uit 1986 van Scott Spencer.

## Synopsis
De film begint in 1982, wanneer een jonge politicus in wording genaamd Fielding Pierce (Billy Crudup) op het nieuws hoort dat zijn vriendin Sarah Williams (Jennifer Connelly) is omgekomen bij een autobomaanslag in Minneapolis. Ze werkte samen met een groep politieke activisten die gekant waren tegen Amerikaanse acties in Chili. Fielding schreeuwt het uit van angst en de film keert terug in flashbacks naar zijn eerste ontmoeting met Sarah, in 1972, toen zij de secretaresse van zijn broer was.

## Rolverdeling
| Acteur            | Personage         |
| ----------------- | ----------------- |
| Billy Crudup      | Fielding Pierce   |
| Jennifer Connelly | Sarah Williams    |
| Molly Parker      | Juliet Beck       |
| Hal Holbrook      | Isaac Green       |
| Janet McTeer      | Caroline Pierce   |
| Paul Hipp         | Danny Pierce      |
| Sandra Oh         | Kim               |
| Nelson Landrieu   | Francisco Higgens |
| Ivonne Coll       | Gisela Higgens    |